# La battaglia di Legnano
La battaglia di Legnano (La batalla de Legnano) és una òpera en quatre actes amb música de Giuseppe Verdi i llibret de Salvatore Cammarano, basada en la peça La Battaille de Toulouse de Joseph Méry. Va ser estrenada el 27 de gener de 1849 en el Teatre Argentina de Roma.